# صحیفه‌های زمینی
صحیفه‌های زمینی: بررسی ساختار هوس‌نامه (رمانس) (به انگلیسی: The Secular Scripture: A Study of the Structure of Romance) کتابی از نورتروپ فرای است که اولین بار در سال ۱۹۷۶ منتشر شد. این کتاب را هوشنگ رهنما به فارسی ترجمه کرده‌است.